# Родной (Тульская область)
Родной — упразднённый в 1986 году посёлок в Дубенском районе Тульской области России. Входил на момент упразднения в состав Скоморошинского сельсовета. Ныне при автодороге 70К-111 в черте деревни Сизенево Гвардейского сельского округа Дубенского района.

## География
Посёлок находился в западной части Тульской области, в зоне хвойно-широколиственных лесов, на левом берегу реки Большая Колодня, к юго-западу от деревни Сизенево,
на расстоянии примерно 9 километров (по прямой) к юго-западу от посёлка городского типа Дубна. 
Абсолютная высота — 230 метров над уровнем моря.

### Климат
Климат характеризуется как умеренно континентальный, с умеренно холодной снежной зимой и тёплым летом. Среднегодовая многолетняя температура воздуха составляет 4 — 4,6 °С. Абсолютный минимум температуры воздуха холодного периода составляет −46 °C; абсолютный максимум тёплого периода — 38 °C. Безморозный период длится в среднем 149 дней. Среднегодовое количество атмосферных осадков составляет 650—730 мм, из которых большая часть (около 460 мм) выпадает в тёплый период. Снежный покров держится в течение 130—145 дней.

## История
В 1986 году объединены в один населённый пункт как фактически слившиеся населённые пункты: дер. Сизенево, п. Родной Скоморошинского сельсовета, с присвоением наименования — д. Сизенево.

## Инфраструктура
Личное подсобное хозяйство с зоной сельскохозяйственного использования, индивидуальная застройка усадебного типа.

## Транспорт
Ближайшая остановка общественного транспорта — «Родной» в пешей доступности.